# Sara Björk Gunnarsdóttir
Sara Björk Gunnarsdóttir, född 29 september 1990, är en isländsk fotbollsspelare som spelar för Lyon och för Islands landslag. Tidigare under karriären har hon representerat Haukar, Breiðablik, Rosengård och Wolfsburg.

## Klubbkarriär
Gunnarsdóttir spelade tre säsonger för Breiðablik i högsta isländska ligan Úrvalsdeild.
I sin andra match för LdB FC Malmö (2011) gjorde hon ett hattrick då klubben hemmaslog Hammarby IF med 3–1.
Gunnarsdóttir gjorde det tredje målet när Lyon vann Champion League-finalen 2020 över Wolfsburg med 3–1.

## Meriter

### Utmärkelser
- Årets idrottare i Haukar: 2008